# Liste amerikanischer Auslandsautoren
- Conrad Aiken
- Grant Allen (Kanadier aus Ontario)
- John Ashbery
- James Baldwin
- Djuna Barnes
- Natalie Barney
- Elizabeth Bishop
- John Peale Bishop
- Paul Bowles
- Kay Boyle
- William S. Burroughs
- Paul-Henri Campbell
- Hart Crane
- Thomas M. Disch
- Irene Dische
- J. P. Donleavy
- Hilda Doolittle, H. D.
- T. S. Eliot
- F. Scott Fitzgerald
- Alain Grandbois (franko-kanadischer Dichter aus Quebec)
- Julien Green
- Brion Gysin
- Bret Harte
- Lafcadio Hearn
- Ernest Hemingway
- Patricia Highsmith
- Chester Himes
- Nancy Huston (Kanadierin aus Calgary, Alberta)
- Henry James
- James Jones
- Margaret Laurence (Kanadierin aus Manitoba)
- Robert Lax
- Charles Godfrey Leland
- Jonathan Littell
- James Lord
- Anne McCaffrey
- Claude McKay
- Henry Miller
- Vladimir Nabokov
- Harold Norse
- Katherine Anne Porter
- Ezra Pound
- Donald Richie
- Mordecai Richler (Kanadier aus Montreal, Quebec)
- Laura Riding (1901–1991)
- George Santayana
- John Sinclair
- John Sladek
- Gertrude Stein
- Paul Theroux
- Glenway Wescott
- Edith Wharton
- Emmett Williams